# Дийпенбек
Дийпенбек (на нидерландски: Diepenbeek) е селище в Североизточна Белгия, окръг Хаселт на провинция Лимбург. Намира се на 5 km източно от центъра на град Хаселт. Населението му е около 17 700 души (2006).
В Дийпенбек се намират повечето сгради на Хаселтския университет.